# Spansk ryttare

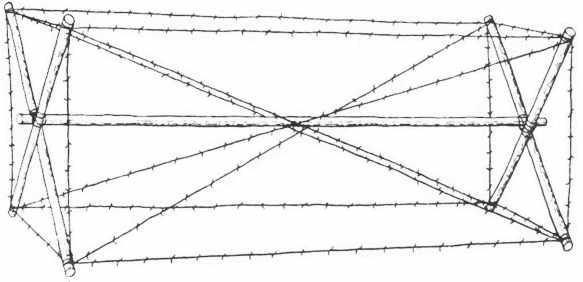
En modern variant av spansk ryttare med taggtråd, gjord för att hindra infanteri.

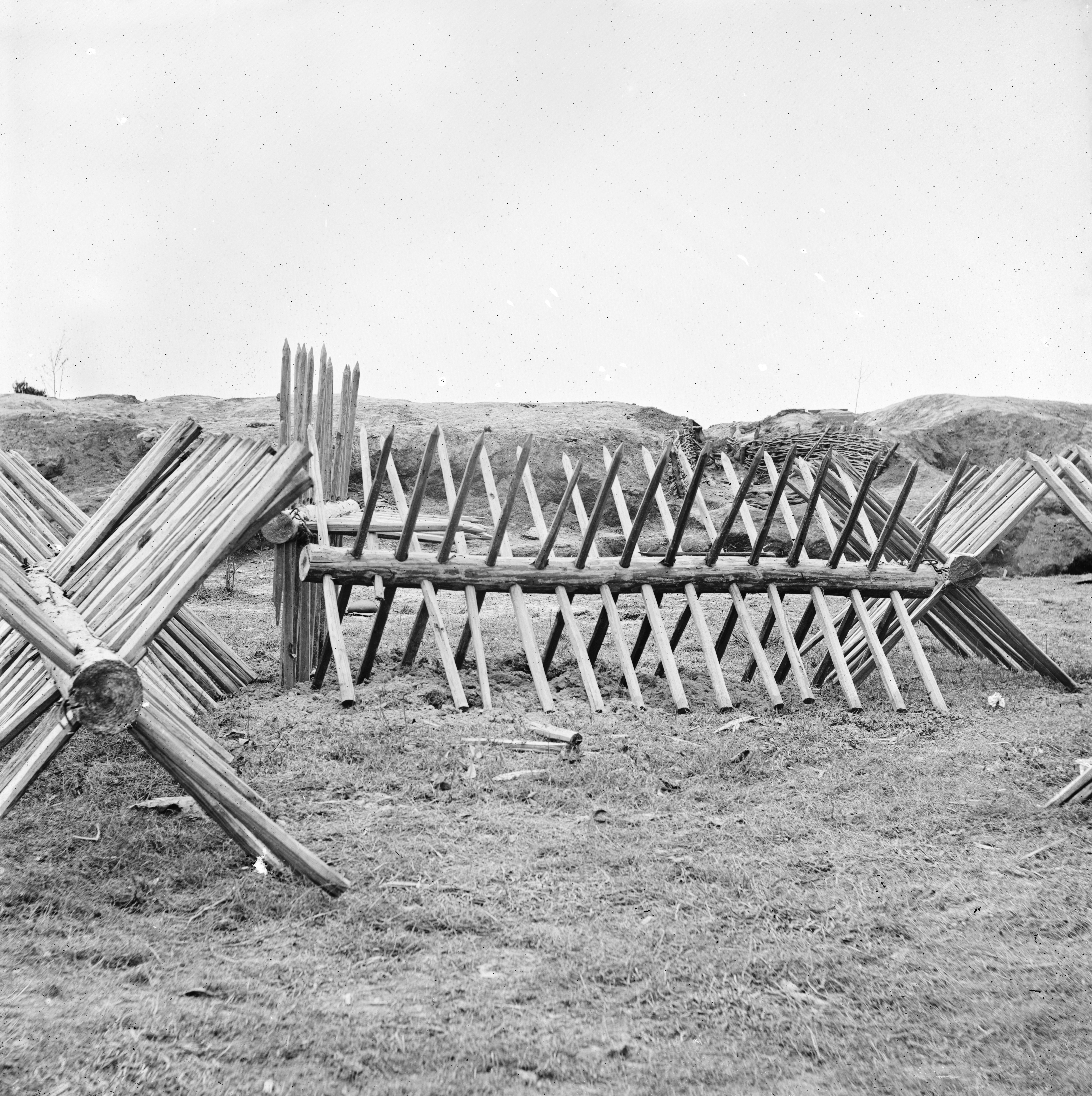
Klassiska spanska ryttare vid Belägringen av Petersburg (1864), gjorda för att hindra kavalleri.

Spansk ryttare är ett hinder som består av två eller flera kryss av spetsade stockar, hopfästade vid centrum med en vågrät stock, så att den spanska ryttaren påminner om en sågbock. Taggtråd fästs ibland vid stockarna. En spansk ryttare är i regel 1–2 m hög och 2–3 m lång.
Spanska ryttare användes i krig redan på 1500-talet framför infanteriets front som skydd mot fiendens ryttare. De var sammansatta av två meter långa pikar eller lansar som var spetsade i vardera änden och instuckna i hål på långa stockar. Hålen var borrade så att varannan pikspets kom att peka snett framåt och varannan snett nedåt. Stockarnas ändar kopplades sedan ihop med kedjor så att de spanska ryttarna bildade ett kompakt hinder.
Spanska ryttare nyttjades bland annat av svenska armén till exempel vid 1700-talets början. De användes fram till 1800-talet som stormhinder mot rytteri. Under 1900-talet och framåt används de som flyttbara delar i stormhinder eller som vägspärrar.